# 道灌 (落語)

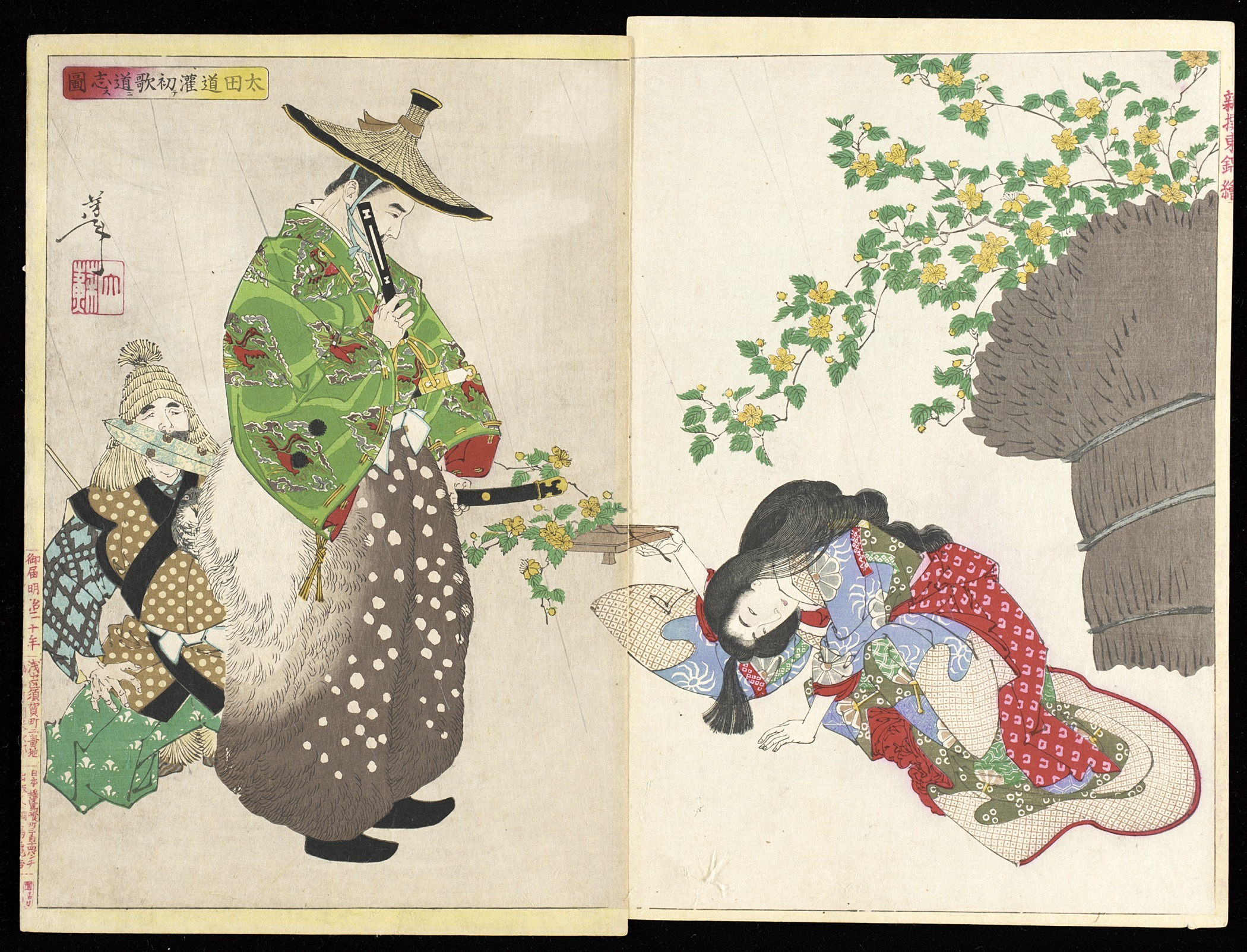
月岡芳年筆『新撰東錦絵』「太田道灌初テ歌道ニ志ス図」。元ネタとなった太田道灌の「山吹の里」の逸話を描く。

『道灌』（どうかん）は、古典落語の演目。別題に『太田道灌』（おおたどうかん）。原話は天保4年江戸板、初代林家正蔵作の笑話集『落噺笑富林』の一編。代表的な前座噺の1つであるが、3代目三遊亭金馬、5代目柳家小さんといった晩年まで得意ネタとした者もいる。

## あらすじ
ご隠居の家を訪れた八五郎は、貼り雑ぜの屏風にあった絵に興味を持ち、何の絵かと尋ねる。それは歌人としても有名な室町時代の武士・太田道灌の「山吹の里」の逸話を描いたものであり、ご隠居は以下の説明を行う。
狩りの途中、村雨に遭った道灌は雨具を借りるため貧しい一軒家に飛び込む。住人の若い娘は山吹の枝を差し出し、頭を下げる。意味がわかず戸惑う道灌であったが家臣より、「七重八重 花は咲けども 山吹の 実のひとつだに なきぞ悲しき」という古歌を踏まえて、「実の」と「蓑」に掛け、貸し出せるような雨具はないことを娘は述べていると説明を受ける。これを聞いた道灌は、自分が歌道に暗いことを嘆き、後に大歌人となった。
感心した八五郎はご隠居に歌を書いてもらい、よく家に雨具を借りに来る男がいるので、この歌で追い払ってやろうと考える。ほどなくして雨が振り、男が家に飛び込んでくる。しかし、男は既に傘を持っており、雨具ではなく提灯が欲しいという。困った八五郎は、蓑を貸して欲しいといえば提灯を貸すと言い、不思議に思いつつ男がそれに従うと、八五郎は例の歌を詠む。しかし、ところどころつっかえ上手く詠めず、男から「それは都々逸か？」と聞かれてしまう。八五郎は「やっぱり、お前も歌道に暗えな」と言うと、男は言う。
「角（かど）が暗えから提灯を借りに来た」

## 原話
『落噺笑富林』にみられる『道灌』の原話は以下の通り。登場人物が八百屋の亭主とその友人で、亭主が胡瓜の異称「河童」と雨具の合羽をかけた下げをとる点が上記のあらすじと相違する。